# Matilda australia
Matilda australia är en spindelart som beskrevs av Forster 1988. Matilda australia ingår i släktet Matilda och familjen Cyatholipidae.
Artens utbredningsområde är New South Wales. Inga underarter finns listade i Catalogue of Life.